# Paul Ullmann
Paul Ullmann (* 28. Juli 1921 in Hartenstein, Kreis Zwickau; † 1996) war ein deutscher Politiker (CDU) und Pädagoge. Er war 1969/1970 Oberbürgermeister von Weimar.

## Leben
Ullmann,  Sohn eines Lokführers, besuchte die Handelsschule und absolvierte zwischen 1936 und 1939 eine kaufmännische Lehre. Er war anschließend kaufmännischer Gehilfe in Aue. Am 1. September 1940 wurde er Mitglied der NSDAP-Ortsgruppe Aue (Gau Sachsen). 
Nach dem Zweiten Weltkrieg warben ihn 1945 sowjetische Kulturoffiziere als Neulehrer. Von 1947 bis 1951 studierte er Pädagogik, Psychologie und Sonderpädagogik an der Pädagogischen Fakultät der Universität Leipzig. 1951 legte er die erste Lehrerprüfung ab und beendete sein Studium als Diplompsychologe. 1953 promovierte er sich in Leipzig zum Dr. phil. Von 1951 bis 1969 war er stellvertretender Direktor bzw. Direktor der Sonderschule „Dr. Georg Sacke“ in Leipzig. 1964 habilitierte er sich an der Humboldt-Universität Berlin.
Ullmann trat 1946 der CDU bei. Von 1956 bis 1969 war er Stadtverordneter in Leipzig, ab 1962 Mitglied des CDU-Kreisvorstandes Leipzig und ab 1963 auch Mitglied des Hauptausschusses des Städte- und Gemeindetages der DDR. Für die CDU-Fraktion rechtfertigte Ullmann im Mai 1968 vor Leipzigs Stadtverordneten den Abriss der Universitätskirche. Von 1967 bis 1971 war er als Mitglied der CDU-Fraktion Abgeordneter der Volkskammer und Mitglied des Ausschusses für Eingaben der Bürger. Vom 20. Februar 1969 bis zum 15. April 1970 war er Oberbürgermeister von Weimar. Von März 1970 bis März 1974 fungierte er als Vorsitzender des CDU-Bezirksvorstandes Halle. Von März 1972 (13. Parteitag) bis Oktober 1982 (15. Parteitag) war er Mitglied des CDU-Hauptvorstandes.
Ab 1974 lehrte er als Professor für Rehabilitationspädagogik an der Martin-Luther-Universität Halle-Wittenberg.

## Auszeichnungen
- Vaterländischer Verdienstorden in Bronze (1971) und in Silber (1982)
- Ernst-Moritz-Arndt-Medaille (1972)

## Schriften (Auswahl)
- Das spondylitische Kind als psychologisch-pädagogisches Problem unter besonderer Berücksichtigung seines physisch-pathologischen Erscheinungsbildes. Dissertation, Universität Leipzig 1953.
- Grundzüge der psychologisch-sonderpädagogische Beurteilung des kranken und körperbehinderten Schülers. Habilitationsschrift, Berlin 1964.
- Kindersorgen, Sorgenkinder. Volk und Wissen, Berlin 1966.
- Psychologie und Leitungstätigkeit. Zu psychologisch-pädagogischen Grundlagen der sozialistischen Menschenführung in der Parteiarbeit der CDU Deutschlands. Union Verlag Berlin 1966.